# Prélude et fugue en la majeur (BWV 864)
Le Clavier bien tempéré I
Pour un article plus général, voir Le Clavier bien tempéré.
Le prélude et fugue en la majeur (BWV 864) est le dix-neuvième couple de préludes et fugues du premier livre du Clavier bien tempéré de Jean-Sébastien Bach, compilé vers 1722.
Le prélude est une invention à trois voix mais avec un contrepoint nettement plus sophistiqué et une construction parfaitement rigoureuse. La fugue à trois voix, au sujet singulier et excentrique, emprunte son caractère à une gigue pour devenir comme un « scherzo délicat et compliqué ». Ce couple, bien que sous-estimé, est un des points forts du premier volume. 

## Prélude
Le prélude, noté , comporte 24 mesures. Il s'agit d'une invention à trois voix, particulièrement proche de la sinfonia en fa mineur, mais contrairement aux inventions, il y a deux contre-sujets combinés au thème principal, source d'un contrepoint sophistiqué. Chacun se présentant selon quatre (des six) combinaisons possibles, au long des six exposés thématiques de la pièce, articulée en deux moitiés égales de douze mesures. Une telle construction parfaitement rigoureuse échappe de fait à un simple prélude et devient, de loin, plus complexe que la fugue qui suit, sans toutefois prendre une sonorité d'étude. Ce couple de prélude et fugue est un des points forts du premier volume, mais rarement considéré comme tel.
Le premier élément thématique contient également celui utilisé dans les intermèdes. Le second thème est plus lent et chromatique suivi par des sauts de quintes. Il se trouve dans la sinfonia en fa mineur. Le troisième thème syncopé, répond aux volutes descendantes de la seconde partie du thème principal (mesure 2).

L'exposition :

## Fugue
La fugue à trois voix, notée 
, longue de 54 mesures. Le sujet, au rythme de gigue, est on ne peut plus singulier ou excentrique. Une croche solitaire séparée de silences (effet rhétorique proche de la Toccata en ut mineur et d'autres œuvres de jeunesse), puis une montée en quarte d'un octave en cinq étapes, suivi d'une descente vers la dominante. Le contre-sujet apparaît en doubles-croches mesure 23. 
David remarque que le sujet est composé de 14 notes, chiffre bachien par excellence (voyez les 14 canons BWV 1087 ; la quatorzième place dans la société Mizler), égal à la somme des lettres de Bach : 14 (a = 1 ; b = 2 ; c = 3 ; h = 8).
La fugue, considérée joliment comme un « scherzo délicat et compliqué » par Tovey, est construite en deux sections de longueur égale (jusqu'aux mesures 20 et 41) ; la première est en croches, la seconde en doubles, suivies d'une coda qui reprend, écourtés, les éléments de chaque. La première section n'offre pas de contre-sujet, alors que le thème en doubles fournit matière à une vie nouvelle.

## Postérité
Théodore Dubois en a réalisé une version pour piano à quatre mains, publiée en 1914.